# Campionat d'Espanya de motocròs 2001
La temporada de 2001 del Campionat d'Espanya de motocròs fou la 43a edició d'aquest campionat, organitzat per la Reial Federació Motociclista Espanyola.

## Classificació final

### 125cc
| Posició | Pilot            | Motocicleta | Punts |
| ------- | ---------------- | ----------- | ----- |
| 1       | Abel Bernárdez   | Honda       | ?     |
| 2       | Moisés Bernárdez | ?           | ?     |
| 3       | Joan Barreda     | ?           | ?     |
| 4       | ?                | ?           | ?     |
| 5       | ?                | ?           | ?     |
| 6       | ?                | ?           | ?     |
| 7       | ?                | ?           | ?     |
| 8       | ?                | ?           | ?     |
| 9       | ?                | ?           | ?     |
| 10      | ?                | ?           | ?     |

### Open
| Posició | Pilot              | Motocicleta | Punts |
| ------- | ------------------ | ----------- | ----- |
| 1       | Javier García Vico | KTM         | ?     |
| 2       | Josep Alonso       | ?           | ?     |
| 3       | Alvaro Lozano      | ?           | ?     |
| 4       | ?                  | ?           | ?     |
| 5       | ?                  | ?           | ?     |
| 6       | ?                  | ?           | ?     |
| 7       | Jordi Viladoms     | ?           | ?     |
| 8       | ?                  | ?           | ?     |
| 9       | ?                  | ?           | ?     |
| 10      | ?                  | ?           | ?     |

## Categories inferiors
Font:
| Campionat           | Guanyador             | Motocicleta |
| ------------------- | --------------------- | ----------- |
| Júnior Open         | Jonathan Barragán     | KTM         |
| Trofeu Júnior 125cc | Jonathan Barragán     | KTM         |
| Cadet-Juvenil 85cc  | Francisco José Millán | Yamaha      |
| Trofeu Juvenil 85cc | Joan Cros             | Kawasaki    |
| Trofeu Alevins 65cc | José Antonio Butrón   | KTM         |